# Trillium amabile
Trillium amabile là một loài thực vật có hoa trong họ Melanthiaceae. Loài này được Miyabe & Tatew. miêu tả khoa học đầu tiên năm 1938.